# Drosophila kaneshiroi
Drosophila kaneshiroi är en tvåvingeart som beskrevs av Elmo Hardy 1977. Drosophila kaneshiroi ingår i släktet Drosophila och familjen daggflugor.
Artens utbredningsområde är Hawaii.